# 朱以海
朱 以海（しゅ いかい）は、南明政権の監国。字は巨川、号は恒山。魯粛王朱寿鏞の五男。

## 生涯
明の初代皇帝洪武帝の十男の魯荒王朱檀の九世の孫として生まれる。崇禎17年（1644年）に李自成が北京を陥落させて崇禎帝が自殺し、皇統に近い朱由崧が弘光帝として即位し南明政権を樹立すると魯王に封じられた。弘光元年（1645年）、南京で弘光帝が清軍に敗北したことにより浙江紹興で監国を称した。当時、唐王であった同族の朱聿鍵が福州で隆武帝として即位し、これと皇統の正閏を巡って対立していたため、隆武の元号を使用せずに監国魯元年と称している。
こうして南明は、朱以海と隆武帝とが協力して清軍に対抗できないまま、監国魯2年（1646年）に浙江・福建が相次いで陥落し、隆武帝政権は崩壊した。朱以海は舟山に逃れ、監国魯7年（1651年）にはさらに逃れて鄭成功の庇護下に入った（このとき監国の称号をやめた説もある）が、永暦16年（1662年）11月、喘息にかかって金門で没した。享年44。